# 千駄野
千駄野（せんだの）は、埼玉県白岡市の大字。本項では同地域にかつて存在した南埼玉郡千駄野村（せんだのむら）についても記す。

## 地理
白岡市中部に位置する。白岡市役所の所在地。西・北で小久喜、東で岡泉・実ケ谷に接する（大字界が錯綜しているため、飛地との隣接は省略）。地区の中央を南北に東北自動車道が縦断し、その西側は南部を除き主に住宅地で、東側は公共施設が立地する以外は主に水田などの農地となっている。

### 河川
- 隼人堀川 - 飛地を流れる
- 三ヶ村落堀
- 黒沼用水

### 地価
住宅地の地価は2013年（平成25年）7月1日に公表された埼玉県の地価調査によれば千駄野字下沼1126番10外の地点で9万9000円/m2となっている。

## 歴史

### 地名の由来
『日勝村誌』によると、荒れ地が多く、年貢が茅千駄にすぎなかったことから。

### 沿革
- 『新編武蔵風土記稿』では埼玉郡岩槻領千駄野村、箕輪郷私市庄に属し民戸五十[5]。
- 幕末の時点では埼玉郡に属し、「旧高旧領取調帳」の記載によると明治初年時点では岩槻藩領、幕府領（大竹左馬太郎支配所）であった[6]。
- 1868年（慶応4年）6月19日（1868年8月7日） - 全域が武蔵知県事・山田政則の管轄となる。
- 1869年（明治2年）
  - 1月10日（1869年2月20日） - 武蔵知県事・山田政則が宮原忠英に交代。
  - 1月13日（1869年2月23日） - 武蔵知県事・宮原忠英の管轄区域に大宮県を設置、同県の管轄となる。県庁は東京府馬喰町に置かれる。
  - 9月29日（1869年11月2日） - 県庁が浦和に置かれ浦和県に改称。
- 1871年（明治4年）11月13日（1871年12月24日） - 第1次府県統合により埼玉県の管轄となる。
- 1879年（明治12年）3月 - 前年に制定された郡区町村編制法の埼玉県での施行により南埼玉郡の所属となる。郡役所は岩槻町に設置。
- 1889年（明治22年）4月1日 - 町村制の施行に伴い千駄野村が単独で自治体を形成。後に日勝村となる9村で町村組合を結成。
- 1895年（明治27年）3月15日 - 町村組合を結成していた岡泉村・実ケ谷村・小久喜村・上野田村・下野田村・爪田ケ谷村・太田新井村・彦兵衛村と合併して日勝村が成立[4]、その大字千駄野となる。自治体としては消滅。
- 1954年（昭和29年）9月1日 - 日勝村が篠津村および大山村の一部（大字下大崎、柴山、荒井新田）と合併して白岡町となり[4]、その大字に継承。
- 2012年（平成24年）10月1日 - 白岡町が市制施行して白岡市となり、その大字に継承。

## 世帯数と人口
2017年（平成29年）10月1日現在の世帯数と人口は以下の通りである。
| 大字   | 世帯数    | 人口    |
| ------ | --------- | ------- |
| 千駄野 | 1,160世帯 | 2,659人 |

## 小・中学校の学区
市立小・中学校に通う場合、学区は以下の通りとなる。
| 番地 | 小学校           | 中学校           |
| ---- | ---------------- | ---------------- |
| 全域 | 白岡市立南小学校 | 白岡市立南中学校 |

## 交通
地内に鉄道は敷設されていない。西部でJR東日本東北本線（宇都宮線）白岡駅が近接する。

### 道路
- 東北自動車道
  - 白岡バスストップ（停車する高速バスはない） - 所在地は隣の小久喜である。ランプウェイの一部が千駄野に掛かる。
- 埼玉県道78号春日部菖蒲線
- 埼玉県道162号蓮田白岡久喜線
- 水と緑のふれあいロード「中島・黒沼・豊春用水コース」 - 自転車歩行者専用道路

## 施設
- 白岡市役所
- 白岡市立南中学校
- 白岡市総合運動公園
- 白岡郵便局
- 白岡市保健福祉総合センター (はぴすしらおか)
- パーク病院
- しらおか味彩センター - 古代蓮が咲く池がある[8]。
- 白岡町立千駄野保育所
- 希望の杜保育園
- 八幡神社